# Hemilienardia malleti
Hemilienardia malleti é uma espécie de gastrópode do gênero Hemilienardia, pertencente a família Raphitomidae.